# Мала Бобилівка
Мала́ Бобилі́вка — колишнє село в Україні, Сумській області, Глухівському районі.
Було підпорядковане Сопицькій сільській раді.
1982 року в селі проживало 10 людей. Зняте з обліку рішенням Сумської обласної ради 18 січня 1988 року.

## Географія
Село Мала Бобилівка розташоване на правому березі річки Клевень, вище по течії за 3 км знаходиться Потапівка, за 2 км нижче по течії — Бобилівка. З протилежного боку річки знаходиться Курська область — по річці проходить державний кордон.